# Konica Minolta Dynax 7D
Konica Minolta Dynax 7D — зеркальная цифровая камера, разработанная компанией Konica Minolta. На европейском рынке продавалась как Dynax 7D, на североамериканском — как Maxxum 7D, на азиатском — как Alpha 7D.

## Описание
Фирма Minolta ещё до слияния с фирмой Konica выпустила в сотрудничестве с AGFA фотоаппарат RD-175, основанный на популярном пленочном аппарате Maxxum 500si в 1995 году, но высокая цена и несовершенство этой ранней модели не позволили завоевать рынок. Konica Minolta Dynax 7D была анонсирована 12 февраля 2004 и появилась в продаже в конце 2004 года.
Основные конкуренты компании на этом рынке — Canon, Nikon, Pentax — впервые запустили свои цифровые зеркальные камеры в массовое производство на несколько лет раньше — в 2000—2001 годах. К моменту выхода 7D конкуренты уже успели выпустить несколько линеек фотокамер, отладили технологии и завоевали рынок.
Цена Konica Minolta Dynax 7D была выше, чем цены камер-аналогов от основных конкурентов — камера в комплектации без объектива оценивалась в $1600, в то время как Canon 20D — в $1500 а Nikon D70 в $1000. Главная особенность — стабилизация матрицы, позволявшая позиционировать 7D чуть выше других фотокамер.
В 2007 году компания Sony, которая выкупила фотоподразделение Konica Minolta, выпустила новую модель, созданную на основе Konica Minolta 7D, получившую название Sony Alpha A700.

## Стабилизация матрицы
Уникальной особенностью 7D была встроенная система стабилизации изображения, основанная на сдвиге светочувствительной матрицы, находящейся в корпусе аппарата. 7D стала первой зеркальной камерой, использующей стабилизацию матрицы. До этого такой тип стабилизации был применён только в компактной цифровой камере Konica Minolta DiMAGE A1, где была установлена матрица значительно меньшего размера. Стабилизация матрицы в зеркальной камере удобна тем, что работает с любыми установленными объективами, в то время как оптическая стабилизация в системах Canon и Nikon доступна только для некоторых объективов, которые заметно дороже нестабилизированных аналогов. Стабилизация матрицы, однако, не влияет на поступающее в видоискатель и на датчики автофокуса изображение, что может быть неудобно в процессе подготовки снимка. Стабилизация светочувствительной матрицы была позднее применена другими производителями, среди которых производители зеркальных фотоаппаратов «Пентакс» и «Олимпус».